# Réunioni pápaszemesmadár
A réunioni pápaszemesmadár (Zosterops borbonicus) a madarak osztályának verébalakúak (Passeriformes) rendjébe és a pápaszemesmadár-félék (Zosteropidae) családjába tartozó faj.

## Rendszerezése
A fajt Johann Reinhold Forster német ornitológus írta le 1781-ben, a Motacilla nembe Motacilla borbonica néven.

## Alfajai
- Zosterops borbonicus alopekion Storer & F. B. Gill, 1966
- Zosterops borbonicus borbonicus (J. R. Forster, 1781)
- Zosterops borbonicus xerophilus Storer & F. B. Gill, 1966[2]

## Előfordulása
A Mascarenhas-szigetcsoporthoz tartozó Réunion szigetén honos. Természetes élőhelyei a szubtrópusi és trópusi cserjések, síkvidéki és hegyi esőerdők, valamint ültetvények és vidéki kertek. Állandó nem vonuló faj.

## Megjelenése
Testhossza 12 centiméter.

## Életmódja
Rovarokkal, gyümölcsökkel és nektárral táplálkozik.

## Szaporodása
Csésze alakú fészkét vékony növényi anyagból készíti. Fészekalja 2-3 halványkék tojásból áll.

## Természetvédelmi helyzete
Az elterjedési területe ugyan kicsi, egyedszáma viszont nagy és stabil. A Természetvédelmi Világszövetség Vörös listáján nem fenyegetett fajként szerepel.